# Бромгидрохинон
Бромгидрохино́н (2,5-диоксибромбензол, монобромгидрохинон, адурол-бром, уст. адурол Шеринга) — органическое соединение, производное гидрохинона с формулой C6H5O2Br. Используется как проявляющее вещество в фотографии, более быстрое по сравнению с гидрохиноном.
Бромгидрохинон и хлоргидрохинон, выпускаемые для фотографических целей, ранее производились под общим торговым именем «адурол», так как для фотографического использования различиями в их свойствах можно было пренебречь. Название «адурол Шеринга» происходит от названия фабрики-производителя.

## История
Как проявляющее вещество введён в использование фабрикой Шеринга в том же 1897 году, когда фабрикой Гауффа был предложен хлоргидрохинон.

## Физические и химические свойства
Бромгидрохинон выглядит как шелковистые блестящие листовидные кристаллы, легко растворяется в воде, спирте, эфире. Температура плавления — 110—111 °C.
Обладает проявляющей способностью, при проявлении работает более быстро, чем гидрохинон и хлоргидрохинон, но менее активен, чем амидол.
Дополнительное введение сульфо- или нитрогруппы в кольцо снижает фотографическую активность, однако введение метиловой группы значительно её повышает.

## Получение
Получают взаимодействием бромоводорода с п-бензохиноном в эфире.

## Применение
Проявители с бромгидрохиноном, как и хлоргидрохиноновые, наиболее пригодны для проявления фотобумаг и чёрно-белых слайдов, давая при такой обработке чёрно-синее изображение. Эти проявители, в отличие от гидрохиноновых, при проявлении без бромистого калия дают относительно меньшую вуаль. При его добавлении в небольших количествах происходит уменьшение вуали, в больших — замедление процесса проявления, определяемое концентрацией бромида.
Бромгидрохиноновые проявители имеют хорошую сохраняемость, постоянство работы, не темнеют, малочувствительны к изменению температуры обработки.